# Antonio de Guzmán Zúñiga y Sotomayor
Antonio de Guzmán y Zuñiga (Siviglia, 1514 – Milano, 20 aprile 1580) è stato un diplomatico spagnolo.

## Biografia
Fu Governatore di Milano per il Re di Spagna, dal 17 settembre 1574 al 1580, quando succedette al governatore Requesens che venne trasferito nelle Fiandre per risolvere la situazione di forte conflitto sociale lì creata dal Duca d'Alba.
Tentò di rimuovere San Carlo Borromeo dalla sua sede di Milano.
Durante la sua amministrazione a Milano si distinse per il mecenatismo nei confronti degli attori di teatro, di cui particolarmente la moglie Marchesa d'Aiamonte era assidua benefattrice, tanto che vari artisti dell'epoca la ricordano con riconoscenza nelle loro memorie. Le feste teatrali dell'epoca coinvolgevano il più alto patriziato milanese e vedevano ingaggiati prestigiosi artigiani ebanisti. Memorabile resta lo spettacolo allestito, con tanto di teatro in legno, nella casa della marchesa d'Aiamonte nel 1576.

## Famiglia
Antonio de Guzman, Marques de Ayamonte (in italiano “Don Antonio Gusmano Marchese d'Aiamonte”) traeva il suo titolo dal castello di Ayamonte, sito in Spagna ai confini con il Portogallo, alla foce del fiume Guadiana. Proveniva da una delle più antiche e nobili famiglie di Spagna, i Guzman, famiglia che è presente nella storia del paese attraverso vari rami ed esponenti, molti dei quali furono protagonisti anche della storia d'Italia, in particolare del Ducato di Milano e del Regno di Napoli. Il Vassor, storico francese, lo definisce parente prossimo di Anna d'Austria (Asburgo), figlia di Filippo III di Spagna e moglie di Luigi XIII di Francia.

## Antonio de Guzmán in letteratura
Citato nel capitolo XXXII dei Promessi Sposi di Alessandro Manzoni, Antonio de Guzmán y Zuñiga viene ricordato perché tentò di arginare la peste a Milano nel 1576/77, quando cercò di dividere l'area del contagio di Milano da quella pavese ed ordinò che la divisione tra le due zone fosse marcata dal corso del Naviglio.

## Albero genealogico
|                                                                     |                                                        |                                                   | Genitori                                                |  |  | Nonni |  |  | Bisnonni                                                          |  |  | Trisnonni                                 |  |
|                                                                     |                                                        |                                                   |                                                         |  |  |       |  |  | Gualterio de Sotomayor y Zuñiga de Sotomayor, conte di Belalcazar |  |  | Alfonso de Sotomayor, conte di Belalcazar |  |
|                                                                     |                                                        |                                                   |                                                         |  |  |       |  |  | Gualterio de Sotomayor y Zuñiga de Sotomayor, conte di Belalcazar |  |  | Alfonso de Sotomayor, conte di Belalcazar |  |
|                                                                     |                                                        | Elvira Manrique de Zuñiga                         |                                                         |  |  |       |  |  | Gualterio de Sotomayor y Zuñiga de Sotomayor, conte di Belalcazar |  |  |                                           |  |
| Alfonso de Sotomayor, conte di Belalcazar                           |                                                        |                                                   |                                                         |  |  |       |  |  | Gualterio de Sotomayor y Zuñiga de Sotomayor, conte di Belalcazar |  |  |                                           |  |
|                                                                     |                                                        | Teresa Enríquez y Fernandez de Velasco d'Ivrée    | Alonso Enriquez d'Ivrée, conte di Melgar                |  |  |       |  |  |                                                                   |  |  |                                           |  |
|                                                                     |                                                        | Teresa Enríquez y Fernandez de Velasco d'Ivrée    | Alonso Enriquez d'Ivrée, conte di Melgar                |  |  |       |  |  |                                                                   |  |  |                                           |  |
|                                                                     |                                                        | Teresa Enríquez y Fernandez de Velasco d'Ivrée    | Marie Pérez de Velasco y Manrique de Velasco            |  |  |       |  |  |                                                                   |  |  |                                           |  |
| Francisco de Sotomayor y Braganza de Sotomayor, conte di Belalcazar |                                                        | Teresa Enríquez y Fernandez de Velasco d'Ivrée    |                                                         |  |  |       |  |  |                                                                   |  |  |                                           |  |
|                                                                     |                                                        | Alvaro di Braganza, signore di Tentugal           | Ferdinando I di Braganza, duca di Braganza              |  |  |       |  |  |                                                                   |  |  |                                           |  |
|                                                                     |                                                        | Alvaro di Braganza, signore di Tentugal           | Ferdinando I di Braganza, duca di Braganza              |  |  |       |  |  |                                                                   |  |  |                                           |  |
|                                                                     |                                                        | Alvaro di Braganza, signore di Tentugal           | Juana de Castro, signora di Cadaval                     |  |  |       |  |  |                                                                   |  |  |                                           |  |
| Isabella di Braganza                                                |                                                        | Alvaro di Braganza, signore di Tentugal           |                                                         |  |  |       |  |  |                                                                   |  |  |                                           |  |
|                                                                     |                                                        | Filippina de Melo de Guimaraes                    | Rodriguez Alonso de Melo de Guimaraes, conte d'Olivença |  |  |       |  |  |                                                                   |  |  |                                           |  |
|                                                                     |                                                        | Filippina de Melo de Guimaraes                    | Rodriguez Alonso de Melo de Guimaraes, conte d'Olivença |  |  |       |  |  |                                                                   |  |  |                                           |  |
|                                                                     |                                                        | Filippina de Melo de Guimaraes                    | Isabelle de Meneses da Silva                            |  |  |       |  |  |                                                                   |  |  |                                           |  |
| Antoine de Guzman y Zuñiga, marchese di Ayamonte                    |                                                        | Filippina de Melo de Guimaraes                    |                                                         |  |  |       |  |  |                                                                   |  |  |                                           |  |
|                                                                     | Pedro de Zuñiga y Manrique de Zuñiga, conte di Bañares | Alvaro de Zuñiga y Leiva de Zuñiga, duca di Bejar |                                                         |  |  |       |  |  |                                                                   |  |  |                                           |  |
|                                                                     | Pedro de Zuñiga y Manrique de Zuñiga, conte di Bañares | Alvaro de Zuñiga y Leiva de Zuñiga, duca di Bejar |                                                         |  |  |       |  |  |                                                                   |  |  |                                           |  |
|                                                                     | Pedro de Zuñiga y Manrique de Zuñiga, conte di Bañares | Leonor Manrique de Lara                           |                                                         |  |  |       |  |  |                                                                   |  |  |                                           |  |
| Francisco de Zuñiga y Guzman de Zuñiga, conte d'Ayamonte            | Pedro de Zuñiga y Manrique de Zuñiga, conte di Bañares |                                                   |                                                         |  |  |       |  |  |                                                                   |  |  |                                           |  |
|                                                                     |                                                        | Teresa de Guzman, signora di Fuentes              | Juan Alonso de Guzman, conte di Niebla                  |  |  |       |  |  |                                                                   |  |  |                                           |  |
|                                                                     |                                                        | Teresa de Guzman, signora di Fuentes              | Juan Alonso de Guzman, conte di Niebla                  |  |  |       |  |  |                                                                   |  |  |                                           |  |
|                                                                     |                                                        | Teresa de Guzman, signora di Fuentes              | Elvira de Guzman                                        |  |  |       |  |  |                                                                   |  |  |                                           |  |
| Teresa de Zuñiga y Guzman de Zuñiga, duchessa di Bejar              |                                                        | Teresa de Guzman, signora di Fuentes              |                                                         |  |  |       |  |  |                                                                   |  |  |                                           |  |
|                                                                     |                                                        | Pedro Manrique de Lara, duca di Najera            | Diego Gomez Manrique de Lara, conte di Treviño          |  |  |       |  |  |                                                                   |  |  |                                           |  |
|                                                                     |                                                        | Pedro Manrique de Lara, duca di Najera            | Diego Gomez Manrique de Lara, conte di Treviño          |  |  |       |  |  |                                                                   |  |  |                                           |  |
|                                                                     |                                                        | Pedro Manrique de Lara, duca di Najera            | Maria de Sandoval                                       |  |  |       |  |  |                                                                   |  |  |                                           |  |
| Leonor Manrique de Castro de Lara                                   |                                                        | Pedro Manrique de Lara, duca di Najera            |                                                         |  |  |       |  |  |                                                                   |  |  |                                           |  |
|                                                                     |                                                        | Guiomar de Castro                                 | Alvaro de Castro, conte di Monsanto                     |  |  |       |  |  |                                                                   |  |  |                                           |  |
|                                                                     |                                                        | Guiomar de Castro                                 | Alvaro de Castro, conte di Monsanto                     |  |  |       |  |  |                                                                   |  |  |                                           |  |
|                                                                     |                                                        | Guiomar de Castro                                 | …                                                       |  |  |       |  |  |                                                                   |  |  |                                           |  |
|                                                                     |                                                        | Guiomar de Castro                                 |                                                         |  |  |       |  |  |                                                                   |  |  |                                           |  |